# Makedonikos
Makedonikos (griechisch Μακεδονικός) ist ein griechischer Basketballverein aus Thessaloniki, deren professionelle Herrenmannschaft ihren Sitz zwischen 2001 und 2006 in Kozani hatte.

## Geschichte
Makedonikos stieg erstmals in seiner Geschichte 2001 in die höchste Spielklasse Griechenlands auf. Bis zu diesem Zeitpunkt spielte der Verein in Thessaloniki, wo er auch 1928 gegründet wurde. Angesichts der Tatsache, dass bereits drei Erstligisten in Thessaloniki spielten (Aris, Iraklis und PAOK), entschied sich der Präsident und Clubeigner Konstantinos Mesaikos für einen Umzug seines Vereins ins rund 150 km westlich gelegene Kozani. Von dieser Maßnahme versprach er sich vor allem eine höhere Zuschauerresonanz, da in Thessaloniki, zwischen den Fanlagern der großen, eingesessenen Vereine, nur geringe Chancen gesehen wurden, langfristig die Klasse halten zu können.

Zu dieser Zeit war Makedonikos ein fester Bestandteil der griechischen Basketballliga und schaffte es, jährlich bedeutende griechische Basketballspieler wie zum Beispiel Georgios Sigalas oder Dimitris Papanikolaou nach Kozani zu holen.
Den größten internationalen Erfolg errang Makedonikos unter dem Trainer Argiris Pedoulakis in der Saison 2004/2005 im ULEB Cup. Nachdem der Verein bereits im Vorjahr im gleichen Wettbewerb für Aufsehen gesorgt hatte, kam er im Folgejahr bis in das Finale, in dem er dann jedoch knapp mit 74:78 gegen Lietuvos Rytas aus Litauen unterlag.
Zu Beginn der Saison 2006–2007 ging die Mannschaft wieder nach Thessaloniki zurück.

## Bekannte ehemalige Spieler
Panagiotis Liadelis, Nikolaos Boudouris, Dimitris Papanikolaou, Georgios Sigalas
 Dušan Kecman
 Pete Mickeal

## Bekannte ehemalige Trainer
- Argiris Pedoulakis